# Iais floridana
Iais floridana là một loài chân đều trong họ Janiridae. Loài này được Kensley & Schotte miêu tả khoa học năm 1999.